# Новиков, Сергей Сергеевич (художник-постановщик)
Но́виков Серге́й Серге́евич (род. 9 июля 1987 год г. Ленинград) — российский художник-постановщик, бывш. арт-директор международного фестиваля Digital Opera Saint-Petersburg (2022-2024 гг.), главный художник Омского государственного музыкального театра, лауреат высшей театральной премии «Санкт-Петербурга Золотой софит» в номинации «Лучшая работа художника», Лауреат премии Губернатора Омской области «За заслуги в развитии культуры и искусства», лауреат XII Международного славянского музыкального форума «Золотой витязь» в номинации «Лучшая работа художника» за создание спектакля «Сказание о невидимом граде Китеже и деве Февронии» Н.А.Римского-Корсакова.

## Биография
Новиков Сергей родился в Ленинграде. В возрасте 5 лет начал заниматься в художественной студии в Санкт-Петербургском городском Дворце творчества юных (Аничков дворец). Принимал участие в выставках детского творчества в Санкт-Петербурге, в других городах России и на международном уровне. Получил медаль «Звезда Аничкого дворца».
Поступил в художественно-эстетический лицей при Санкт-Петербургской художественно-промышленной академии имени А. Л. Штиглица. Одновременно с обучением в лицее посещал вечерние рисовательные классы при Академии художеств им. Репина.
После окончания лицея поступил вольнослушателем в мастерскую театрального художника Эдуарда Степановича Кочергина в Санкт-Петербургской Академии художеств им. Репина. Отучившись год в мастерской Кочергина, поступил в Санкт-Петербургскую Академию театрального искусства, в мастерскую театрального художника Вячеслава Александровича Окунева. Окончил академию по специальности художник-постановщик музыкального театра. Участник пражской квадриеннале 2011 года.

## Карьера
Как художник- постановщик и художник по костюмам осуществил более 100 постановок в театрах России, Европы и США. Среди его работ: Мариинский Театр - опера Римского-Корсакова «Золотой Петушок» (режиссер — 

А. Матисон, музыкальный руководитель — 

В. Гергиев); Franceconcert (Франция) - «Сказки Гофмана»; театр «Астана балет» - балет «Клеопатра», Балет в двух действиях С.С.Прокофьева «Золушка»; Московский театр оперетты - Мюзикл «Куртизанка»; Государственный театр оперы и балета Удмуртской Республики имени П.И. Чайковского, Опера «Травиата», Оперетта  «Летучая Мышь» Иоганн Штраус, балет «Баядерка», опера «Турандот», опера Римского-Корсакова «Сказание о невидимом граде Китеже и деве Февронии»; Statna opera Banska Bystrica (Cловакия) - опера «Евгений Онегин»; Russian Ballet Theatre (США) -  балет «Лебединое озёро» П.И.Чайковского,
Franceconcert (Франция) - балет «Щелкунчик» П.И.Чайковского; Санкт-Петербургский театр музыкальной комедии «Таинственный сад», «Кокс и Бокс в суде», «Том Сойер», «Стойкий Оловянный солдатик»; Бурятский театр оперы и балета, опера «Князь Игорь»; Ростовский государственный музыкальный театр, оперетта «Цыганский барон» Иоганн Штраус; Санкт-Петербургский государственный академический театр балета им. Л. Якобсона балет «Камерная история»; 

Санкт-Петербургский театр «Мастерская» спектакль «Однажды в Эльсиноре. ГАМЛЕТ» по У. Шекспиру, спектакль «Любовь и Ленин»;Санкт-Петербургский Мюзик-холл балет «Маугли» и др.
В 23 года был назначен на должность главного художника 

Омского государственного музыкального театра, где осуществил более 30 постановок: балет «Анна Каренина» на музыку П. Чайковского, опера «Кармен» Ж. Бизе, опера «Евгений Онегин» П.И.Чайковского, оперетта «Веселая вдова» Ф.Легара и др.
Среди других проектов: сценография для торжественного вечера в честь юбилейного заезда Гран-при Монако 2019 (фр. Formula 1 Grand Prix de Monaco 2019), сценография праздничного концерта в честь 25 летия независимости Казахстана в театре Астана-балет (хореограф Давид Абдыш), иммерсивное шоу «Щелкунчик» (The Immersive Nutcracker ), на основе сказок Гофмана и балета П.И.Чайковского. Открытие состоялось 26 ноября 2021 года в Лос Анжелесе, участник пражской квадриеннале 2011г. — «Любовь к трем апельсинам» С. С. Прокофьев.
В 2020 году по приглашению Надежды Абрамовой принимает участие в Санкт-Петербургском фестивале «Digital Opera 2_0» https://digitalopera.ru/2020/people/sergej_novikov/  в качестве куратора сценографии. В 2021 продолжает сотрудничество уже не только в роли куратора, но и как автор идеи. С 2022 по 2024 г. - арт-директор фестиваля «Digital Opera Saint-Petersburg».

### Работы художника-постановщика, художника по костюмам
Как художник-постановщик и художник по костюмам осуществил более 120 постановок в театрах России, Европы и Америки.
| Театр                                                                                        | Постановка | |
| -------------------------------------------------------------------------------------------- | --- | --- |
| Московский государственный академический театр оперетты (Совместно с Digital Opera festival) | Мюзикл «Каприз Императрицы» Дунаевский, Максим Исаакович                                                       | Режиссер Татьяна Константинова                                                                                           |
| Саратовский театр оперы и балета (Совместно с Digital Opera festival)                        | Закрытие Собиновского фестиваля 2022                                                                           | Режиссёр Сорокин, Павел Евгеньевич                                                                                       |
| Иммерсивное шоу                                                                              | «The Nutcracker»                                                                                               | USA |
| «Franceconcert» (Франция)                                                                    | Ballet «The Nutcracker»                                                                                        | |
| Ростовский государственный музыкальный театр                                                 | Оперетта «Цыганский Барон» Иоганн Штраус                                                                       | Режиссёр Сорокин, Павел Евгеньевич                                                                                       |
| Омский государственный музыкальный театр                                                     | Оперетта «Веселая вдова» Ф.Легар                                                                               | Режиссёр-постановщик – народный артист РФ, лауреат Национальной театральной премии «Золотая Маска» Кирилл Стрежнев       |
| Государственный театр оперы и балета Удмуртской Республики имени П.И. Чайковского            | Оперетта «Летучая Мышь» Иоганн Штраус                                                                          | Режиссёр-постановщик Николай Маркелов                                                                                    |
| Московский государственный академический театр оперетты                                      | Мюзикл «Куртизанка» Александр Журбин                                                                           | Режиссер-постановщик Алина Чевик                                                                                         |
| Санкт-Петербургcкий государственный театр музыкальной комедии                                | Музыкальная феерия в двух действиях «Стойкий оловянный солдатик» \|\| Режиссер-постановщик — Анастасия Удалова | |
| Театр «Астана-балет»                                                                         | Балет «Золушка» С.С.Прокофьев                                                                                  | Хореограф-постановщик, автор либретто - Надежда Калинина                                                                 |
| Гран-при Монако 2019 года                                                                    | Сценография для торжественного вечера в честь юбилейного заезда Гран-при Монако                                | |
| Бурятский театр оперы и балета                                                               | Опера «Князь Игорь» А.Бородин                                                                                  | Режиссёр Юрий Лаптев |
| Челябинский театр оперы и балета и французский продюсерский центр «Franceconcert»            | балет-феерия в двух действиях «Сказки Гофмана» Ж. Оффенбах                                                     | Хореограф-постановщик Надежда Калинина                                                                                   |
| Омский государственный музыкальный театр                                                     | Балет «Лебединое озеро» П.И.Чайковского                                                                        | Режиссер Надежда Калинина                                                                                                |
| Фестиваль «Digital Opera 2 0»                                                                | Куратор сценографии                                                                                            | |
| Государственный Театр Оперы и Балета им. Д. К. Сивцева-Суорун Омоллоона                      | Опера «Кармен» Ж.Бизе                                                                                          | Режиссёр-постановщик Николай Маркелов                                                                                    |
| Государственный театр оперы и балета Удмуртской Республики имени П.И. Чайковского            | Опера «Травиата» Джузеппе Верди                                                                                | Режиссёр-постановщик Николай Маркелов                                                                                    |
| Театр «Астана-балет»                                                                         | Балет «Клеопатра»                                                                                              | Либретто и хореография – заслуженный деятель Удмуртии Николай Маркелов                                                   |
| [[ RBT Russian ballet Theatre                                                                | Ballet «Swan Lake» Pyotr Tchaikovsky                                                                           | Choreographer - Nadezhda Kalinina                                                                                        |
| Мариинский театр                                                                             | Опера «Золотой Петушок» Римского-Корсакова                                                                     | режиссёр А.Матисон, муз. руководитель В.Гергиев                                                                          |
| Санкт-Петербургский государственный театр музыкальной комедии                                | «Таинственный сад» С. Баневич                                                                                  | режиссёр А. Осипенко). Спектакль номинирован по нескольким категориям на фестивале «Театры Санкт-Петербурга детям»       |
|                                                                                              | «Кокс и Бокс в суде»                                                                                           | режиссёр С. Пантыкин |
|                                                                                              | «Том Сойер» | режиссёр А. Осипенко |
| Санкт-Петербургский государственный академический театр балета им. Л. Якобсона               | Балет «Камерная история»                                                                                       | хореография Д. Генус |
| Государственный театр оперы и балета Удмуртской Республики                                   | балет «Дон Кихот»                                                                                              | |
|                                                                                              | «Чиполлино» | |
|                                                                                              | «Лебединое озеро»                                                                                              | |
|                                                                                              | «Баядерка» | хореография Н. Маркелов                                                                                                  |
|                                                                                              | опера «Турандот»                                                                                               | |
|                                                                                              | Опера «Сказание о невидимом граде Китеже и деве Февронии» Римского-Корсакова                                   | |
|                                                                                              | рок-опера «Юнона и Авось»                                                                                      | режиссёр Н. Маркелов |
| Санкт-Петербургский государственный детский музыкальный театр «Зазеркалье»                   | мюзикл «Хаврошечка» А. Беспаловой                                                                              | режиссёр О. Чичиланова                                                                                                   |
| Statna opera Banska Bystrica (Cловакия)                                                      | опера «Евгений Онегин»                                                                                         | режиссёр А. Осипенко |
| Санкт-Петербургский театр «Мастерская»                                                       | спектакль «Однажды в Эльсиноре. ГАМЛЕТ.»                                                                       | Шекспир |
|                                                                                              | спектакль «Любовь и Ленин»                                                                                     | режиссёр Р. Габриа |
| Санкт-Петербургский государственный театр «Мюзик-Холл»                                       | балет «Маугли»                                                                                                 | (хореография В. Романовский. Спектакль номинирован по нескольким номинациям на фестивале «Театры Санкт-Петербурга детям» |
| Музыкальный театр Республики Карелии                                                         | балет «Конек-Горбунок» муз. Р. Щедрина                                                                         | балетмейстер Н. Калинина                                                                                                 |
| Марийский театр оперы и балета имени Эрика Сапаева                                           | опера «Кармен»                                                                                                 | режиссёр Н. Маркелов |
| Казахский театр оперы и балета имени Абая                                                    | опера «Енлик-Кебек»                                                                                            | режиссёр Л. Имангазина                                                                                                   |
| Franceconcert и Национальный театр оперы и балета Республики Молдова                         | «Сказки Гофмана»                                                                                               | постановка Н.Калининой                                                                                                   |
| Театральная компания Санкт-Петербурга «Открытое Пространство»                                | спектакль «Андрей Иванович возвращается домой»                                                                 | режиссёр Р. Габриа |
| «Синтетический театральный проект» Санкт-Петербурга                                          | спектакль «Лолита»                                                                                             | режиссёр Р. Габриа |
| Новая сцена Александринского театра                                                          | спектакль «Человеческий голос»                                                                                 | по Ж. Кокто режиссёр Д. Турков                                                                                           |
|                                                                                              | Спектакль «Медея»                                                                                              | при участии Ю.Махалиной, хореография О. Алферовой                                                                        |
| Санкт-Петербургская государственная консерватория им. Римского-Корсакова                     | проекты со студентами «Дитя и волшебство», «Кощей Бессмертный», «Тоска», «Севильский цирюльник»                | |

О Сергее Новикове говорят как о «молодом, продвинутом художнике». Также критики отмечают, что Сергей Новиков всегда справляется с воссозданием духа времени.

## Награды и премии
- Участник пражской квадриеннале 2011 г. — «Любовь к трем апельсинам» С.С. Прокофьев[3].
- Лауреат VIII Международного театрально форума «Золотой Витязь» — балет «Шинель».
- «Театральный олимп» — балет «Шинель».
- Лауреат высшей театральной премии Санкт-Петербурга «Золотой софит» в номинации «Лучшая работа художника» за сценографию спектакля «Андрей Иванович возвращается домой».
- Лауреат премии Губернатора Омской области «За заслуги в развитии культуры и искусства».